# カミュ・カー
カミュ・カー（英：Camas Cur）は、アメリカ合衆国のサウスカロライナ州原産のツリーイング・ドッグ犬種である。犬種名のCamasの発音は「カミュ」であるが、英字スペルに従ってカマス・カーと呼ぶこともある。

## 歴史
サウスカロライナ州のエイケンでJ・リチャード・マクガフィという人物によって作り出された。1985年に作出が開始され、使用する犬種の長所を引き出しながら作出する方法である「ベスト・トゥ・ベスト」という手法で作られた。作出に使われた犬種と分量はレパード・ツリー・ドッグが2分の1、カナディアン・カーが8分の3、メキシカン・カーが8分の1であるとされている。
主にアライグマやリスを狩るのに使われる。パックで獲物においを追跡し、発見すると吠えながら追いかけ、木の上に追い詰める。追い詰めた後も吠え続け、獲物が逃げられないようにする。主人が到着すると、木に登って獲物を振り落としてもらうか、猟銃で撃ち落してもらい、落ちてきた獲物を犬が仕留めて狩猟は完了する。尚、アライグマを狩るときは吠えながら、リスを追うときは沈黙を保って追い立てることが可能で、獲物によってこのように追い方を切り替えることができる。
1988年に犬種クラブが設立されたが、原産地以外ではめったに見られない、珍しい犬種のひとつとなっている。

## 特徴
筋肉質で引き締まった体を持つカーである。マズルは短めで脚は長い。明朗な顔立ちをしていて、耳は垂れ耳、尾は垂れ尾。コートは厚いショートコートで、毛色はレッド、ライトレッド、レッドがかったブリンドル（いわゆる赤虎毛）などがある。中型犬サイズで、性格は落ち着きがあり、従順で聞き分けがよい。しつけの飲み込みが早く、猟犬としてもペットとしても飼いやすい犬である。友好性も高く人懐こいが、リスなどの小動物は仕事柄により獲物とみなしてしまうため、一緒にするべきではない。運動量は普通である。